# Jabu Mahlangu Pule
Jabu Mahlangu Pule (Daveyton, 11 luglio 1980) è un ex calciatore sudafricano, di ruolo centrocampista.